# 安藤信秀
安藤 信秀（あんどう のぶひで）は、江戸時代前期から中期にかけての旗本。

## 経歴
奥山甚右衛門の次男として生まれ、安藤次長の養子となり、宝永2年（1705年）11月29日に遺跡を継ぐ。宝永5年（1708年）3月25日に西ノ丸書院番となり、その後本城勤めとなる。享保9年（1724年）8月5日に月光院の用人となり、12月18日に布衣の着用を許される。元文3年（1738年）7月2日に職を辞して寄合に列する。寛保2年（1742年）7月11日に81歳で死去。

## 系譜

### 父母
- 父：奥山甚右衛門
- 養父：安藤次長
- 子：安藤次由 - 安藤雄能の養子
- 養子：安藤次種 - 大熊休庵の子
- 養女：安藤次種室 - 安藤次長の娘